# Étienne-René Potier de Gesvres

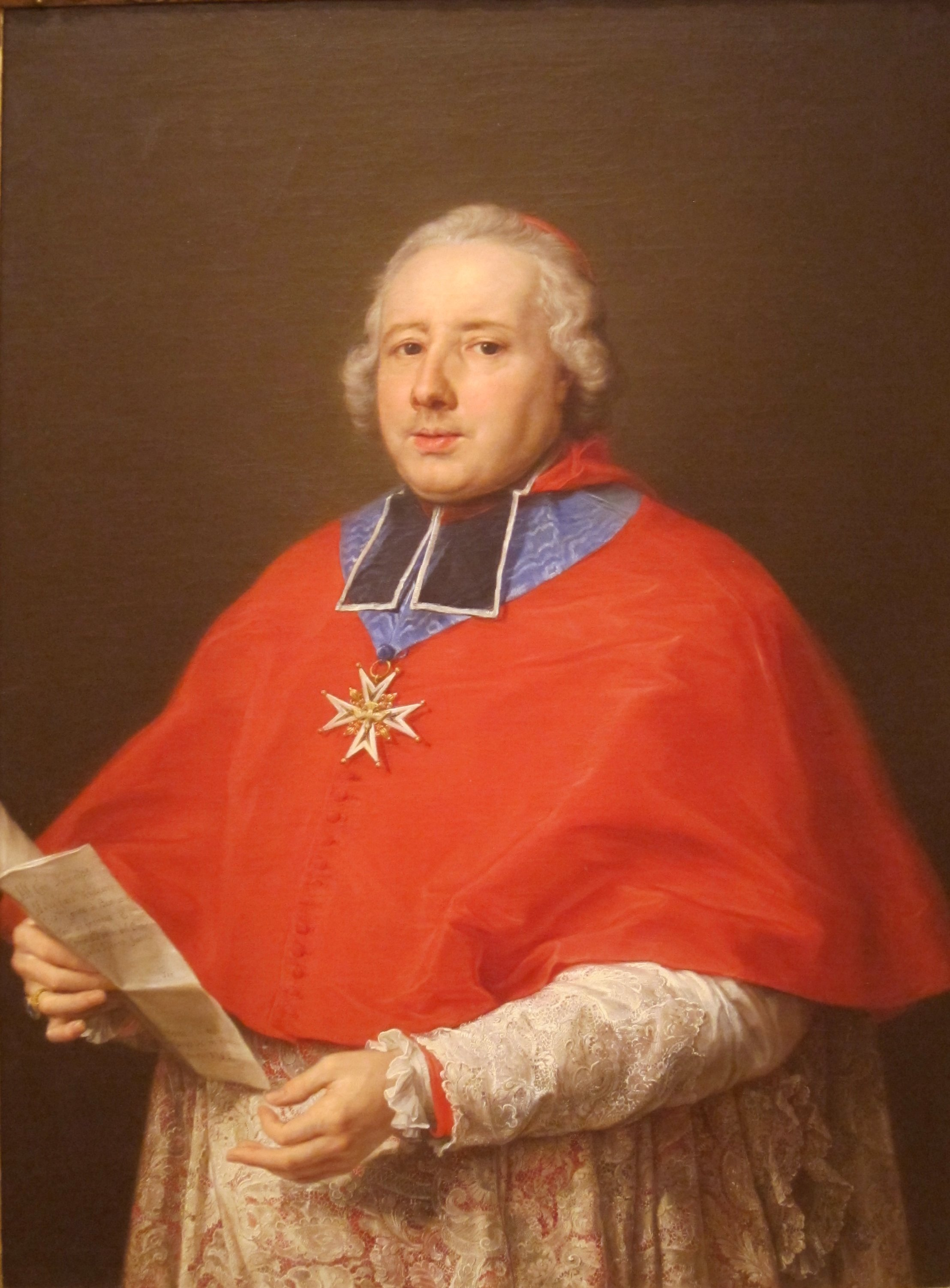
Kardinal Étienne-René Potier de Gesvres (Gemälde von Pompeo Batoni, 1758)

Wappen Étienne-René Potier de Gesvres'

Étienne-René Potier de Gesvres (* 2. Januar 1697 in Paris; † 24. Juli 1774 ebenda) war ein Kardinal der Römischen Kirche.

## Leben
Er war der Sohn des Herzogs François-Bernard Potier de Gesvres und dessen Ehefrau Marie Geneviève de Seiglières. Sein Onkel war der Kardinal Léon Potier de Gesvres; der Kardinal Nicolas de Saulx-Tavannes war ein entfernter Cousin mütterlicherseits.
Potier studierte in Paris, wo er 1718 das Lizentiat in Theologie und später das Lizentiat in Staats- und Kirchenrecht erwarb. 1725 empfing er die Priesterweihe und war anschließend zwei Jahre als Generalvikar des Erzbistums Bourges tätig.
Am 24. April 1728 zum Bischof von Beauvais ernannt, empfing er am 6. Juni 1728 in Saint-Ouen-l’Aumône die Bischofsweihe durch den Erzbischof von Rouen Louis de la Vergne Tressan; Mitkonsekratoren waren sein Cousin Nicolas de Saulx-Tavannes, Bischof von Châlons-sur-Marne, und Charles de La Roche-Aymon, Weihbischof im Bistum Limoges.
Papst Benedikt XIV. kreierte ihn am 5. April 1756 zum Kardinalpriester und verlieh ihm am 2. August 1756 die Titelkirche Sant’Agnese fuori le mura. Nachdem er am Konklave von 1758 und von 1769 teilgenommen hatte, verzichtete er am 22. Mai 1772 auf sein Bistum.